# Natchez (grup humà)
Els natchez (w-nahk'-che) són una tribu ameríndia potser de parla muskogi (segons Sapir, del grup hoka-sioux). Vivien vora l'actual Natchez (Louisiana), al Mississipi Inferior.

## Demografia

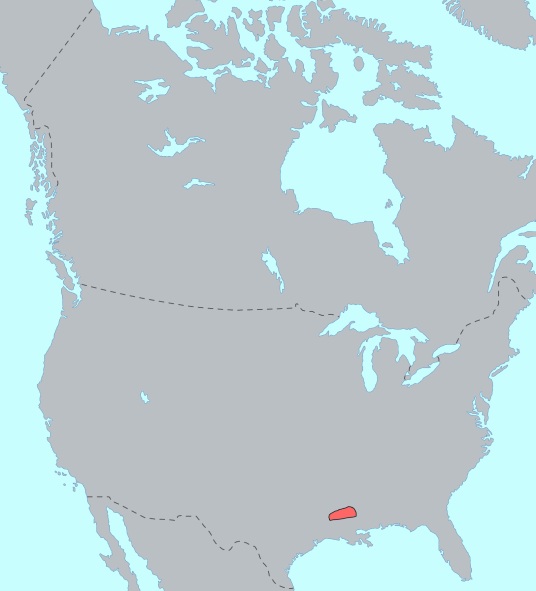
Distribució dels natchez

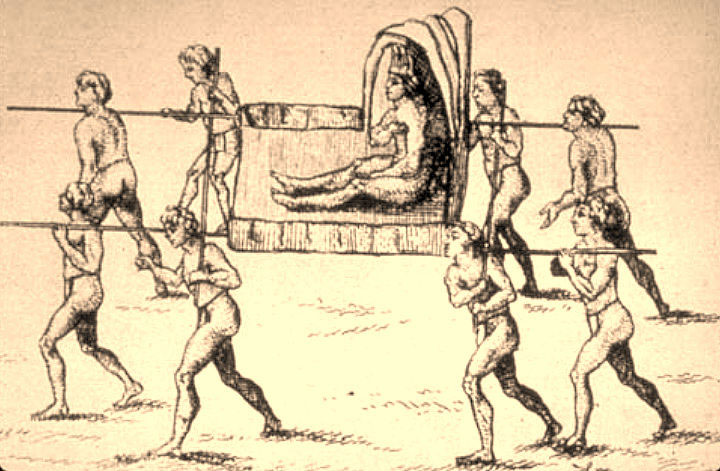
Cabdill natchez

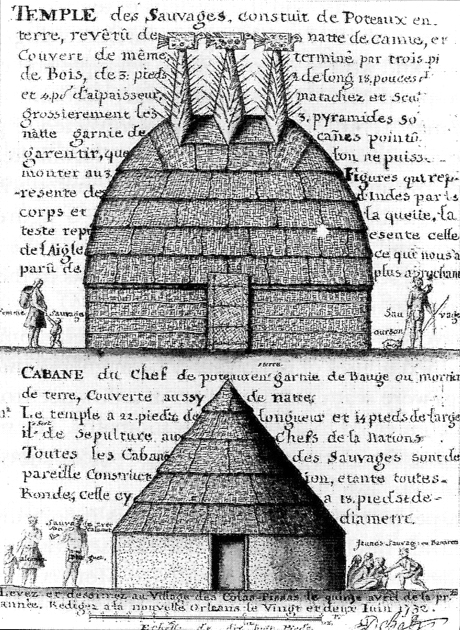
Cabanes natchez segons dibuix de Batz

El 1682 eren uns 6.000 individus. El 1944 van morir els dos darrers membres de la tribu. Nogensmenys, segons el cens dels EUA del 2000 encara hi havia enregistrats 386 natchez.

## Costums
Eren sedentaris i amb un sistema polític jerarquitzat. Adoraven el sol i li oferien sacrificis de la muller del cabdill quan aquest moria. Hi ha qui sosté la idea que eren una raça més antiga que la dels Mount Builders. Allitaven els nens en pells de pantera o a les nenes en pells de bé. Usaven el greix del peix, d'os o bé fet amb llavors de nous i amb un pal de noguera encorbada i l'espatlla d'un bisó removien la terra i obrien forats. Eren agricultors, conreaven el moresc, mill, gira-sol, carabasses, melons i tabac, terrissaires i teixidors, però només usaven fusta de noguera sense escorça. També fabricaven pa de nespres i caçaven bisons. Quan arribaren els blancs també adoptaren les gallines i altres aus de corral. Vivien en cases rectangulars de sostre corb cobertes de palla o escorça amb branques doblegades que formaven bigues. Les parets eren pals fixats a terra amb vares o canyes entreteixides recobertes de fang, i els murs eren emblanquinats. No tenien finestres ni forat per als fums. Les cases formaven llogarrets fortificats amb palissades. Duien pocs vestits, fets amb pell de cérvol, i duien mantells de plomes de gall dindi.
Eren animistes i antropomorfistes. El seu déu suprem era Coyocop Chill, el sol, i els Coyocop Techu eren els esperits. Tenien una particular llegenda sobre el diluvi: hi hagué un diluvi al món i se salvaren algunes parelles en el brancatge d'un arbre molt gran. Com que no tenien foc, un ocell cardenal va volar cap al cel, i com un nou Prometeu, els va portar el foc, símbol de la vida. També usaven al màgia simpàtica, i creien que tothom qui hagués viscut sense apartar-se de les normes reguladores de les relacions tribals aniria a un paradís quan es morís. Construïen temples grans en forma de cúpula i imatges d'ocells tallats en fusta que miraven cap a l'Est en els monticles (de 2,5 metres d'alt), rectangulars (9 metres de costat) i amb un altar de 120 cm d'alt per 18 metres de llarg i sis metres d'ample. A l'altar del temple hi havia un cobre fet d'estelles de canya, on es guardaven els ossos del darrer Gran Sol; el Foc Etern es guardava a la primera part del temple, i a la segona, més fosca, no se sap. També tenien un cos permanent de sacerdots que conservaven el foc a l'altar i dirigien el culte al sol i als planetes. Dos sacerdots cuidaven el foc, i hi havia vuit guardians a l'interior. El mestre de cerimònies duia una corona de plomes i un bastó vermell amb plomes roges o blanques, i fumava el calumet en direcció cap al Sol. Tanmateix, eren una societat guerrera que torturava als presoners i on la posició social també depenia del nombre d'enemics que haguessin matat.
Socialment es dividien en tres castes: el Gran Sol o rei, els Nobles, que podien ser Sols (fills de mare sol i Pudent), Nobles (fills de pare sol i mare Pudent) o Honorables (fill de noble o honorable i de Pudent), i els Pudents. El matrimoni era obligatori entre gent de diferent rangle. El Gran Sol era el cap suprem i el sacerdot, amb poder sobre la vida dels seus súbdits. Era dut en volandes, i en morir eren executades les seves vídues junt amb les cendres de les seves despulles al Temple del Sol.

## Història
Foren visitats per primer cop pel francès René Robert Cavelier de La Salle el 1682, qui els calculà en 6.000 individus, dels quals 1.200 eren guerrers. Eren enemics dels tunica.
Quan els francesos s'establiren a Louisiana se sublevaren diverses vegades. El 1716 mataren quatre colons francesos; el 1729 se sublevaren quan el governador francès els va exigir més terres, i els cremaren la guarnició, però una expedició francesa saquejà la seva ciutat principal i en matà 200 indis. El 1730 es produí una nova matança amb una bona agafada de presoners, que foren venuts com a esclaus a les Índies Occidentals. Els pocs que sobrevisqueren s'uniren als cherokee o als creek a Eufoula (Oklahoma), on el 1944 van morir els darrers parlants de la llengua de la tribu.
Després de la guerra de 1729–1731 la societat natchez estava en procés de canvi i la gent es dispersà. La majoria dels supervivents finalment es van assentar entre els Creek (Muscogee), Chickasaw, o amb els colons anglesos. La major part dels últims dos grups natchez va acabar amb els Cherokees, a causa dels patrons dels conflictes posteriors. Els natchez que vivien entre els Alts Creek fugiren amb ells després de la fi de la Guerra dels Pals Vermells en 1814. També es van refugiar amb els Cherokee a Carolina del Nord.
Els cherokee natchez es va assentar sobretot al llarg del riu Hiwassee a Carolina del Nord. La principal ciutat natchez, que data del voltant de 1755, és a prop de l'actual Murphy (Carolina del Nord). Al voltant de 1740 un grup de refugiats natchez s'establiren al llarg d'un rierol a prop de la confluència del riu Tellico amb el riu Little Tennessee. El rierol es va fer conegut com Notchy Creek després de Natchez. L'establiment va ser anomenat Natchey Town o Natsi-yi (Cherokee per "lloc Natchez "). Va ser el lloc de naixement del líder Cherokee Dragging Canoe, la mare del qual era natchez. En anys posteriors el seu pare, Attakullakulla, vivia a Natchey Town. La majoria dels natchez que vivien amb els cherokee els acompanyaren en la deportació de 1830 anomenada Camí de les Llàgrimes a Oklahoma.
Uns pocs encara són a Carolina del Nord. Llurs descendents formen part de la tribu reconeguda federalment Banda Eastern dels Cherokee. Alguns cherokee-natchez se'ls va permetre quedar-se a Carolina del Sud com a colons amb els kusso, posterior tribu reconeguda estatalment Tribu Natchez-Kusso i Banda Eastern Natchez.

## Nació contemporània
Actualment els assentaments principals de la Nació Natchez (Nvce o Nahchee), una tribu amb tractat, es troben dins de les meitats sud dels Creek i la nació Cherokee d'Oklahoma. La nació ha desenvolupat una constitució el 2003, el que confirma la seva tradició de llarga data d'autogovern. Aproximadament 6.000 Natchez són membres de la nació. La qualitat de ser membre es basa en la descendència matrilineal de les persones relacionades amb els Registres Dawes o els registres actualitzats de 1973. La nació permet que els ciutadans tinguin més d'una afiliació tribal, demanant només per al treball o donacions per donar suport a la nació.
Les famílies natchez també es troben en qualitat de membres entre les Cinc Tribus Civilitzades. Es representen les corporacions dins la Nació Seminola d'Oklahoma i la Nació Fox i sauk.
Les petites comunitats i assentaments natchez es poden trobar a tot el sud-est i cap al nord fins a Carolina del Nord. Hi ha dues comunitats natchez reconegudes per l'Estat a Carolina del Sud, cadascuna de les quals té governs independents: la Banda Oriental Natchez, anteriorment Natchez-PeeDee; i l'Edisto (Four Holes Indian Organization – Natchez-Kusso).
El lideratge actual de la Nació Natchez consisteix en un cap de Pau (anomenat el "Gran Sol"), un cap de guerra i quatre mares dels clans primaris. Altres líders Natchez són K.T. "Hutke" Fields (Principal Cap de Pau/Gran Sol, 1996), Eliza Sumpka (Mare de Clan Primari), William Harjo LoneFight, Robert M. Costa (Cap de Guerra Principal, 1997), Watt Sam, Archie Sam, White Tobacco Sam i altres.

## Notables natchez
- Braç Tatuat, Dona Sol del segle xviii (mare d'un Gran Sol)
- Serp Tatuada (mort el 1725), cap guerrer
- William Harjo LoneFight (1966), President i CEO d'American Native Services
- Nancy Raven (ca. 1850 - 1930s) historiadora cultural i una de les darreres parlants de natchez
- Archie Sam (1914–1986), tradicionalista, acadèmic, i líder stomp dance
- KT Fields (1952), Cap & CEO de la corporació nadiua EMMH, Inc.
- Watt Sam (ca. 1857–1930s), home medicina, historiador cultural i un dels darrers parlants de natchez
- Marguerite Scypion (ca. 1770s—després de 1836), esclava que guanyà la llibertat en judici
- Eliza J. (Sourjohn) Sumpka (ca. 1910-1997), Mare de Clan Primari (White Woman)
- Tommy Wildcat (1967), tradicionalista, flautista i historiador cultural